# Fabio Díez
Fabio Ricardo Díez Steinaker (Santa Fe, 18 november 1965) is een voormalig, Argentijns-Spaans beachvolleyballer. Hij nam namens Spanje eenmaal deel aan de Olympische Spelen en won een zilveren medaille bij de Europees kampioenschappen. Hij werd twee keer Spaans kampioen.

## Carrière
Díez debuteerde in 1990 – uitkomend voor Argentinië – met Juan Carlos Cuminetti in Rio de Janeiro in de FIVB World Tour. In 1994 en 1996 won hij – inmiddels als Spanjaard – met de Braziliaan Genildo da Silva de Spaanse titel. In september 1996 keerde hij op Tenerife terug in het mondiale beachvolleybal aan de zijde van Javier Bosma met wie hij tot en met 2000 zou spelen. Het jaar daarop deden Díez en Bosma mee aan elf toernooien in de World Tour met twee vijfde plaatsen (Marseille en Oostende) als beste resultaat. Bij de eerste officiële wereldkampioenschappen beachvolleybal in Los Angeles kwam het duo niet verder dan de zestiende finale, die het verloor van de Amerikanen Troy Tanner en Ian Clark. In 1998 behaalden ze een derde plaats in Toronto en een vierde plaats in Lignano. Bij de overige elf toernooien eindigden ze viermaal in de top tien (Klagenfurt, Oostende, Moskou en Tenerife). Het daaropvolgende seizoen bereikten ze de halve finale bij de WK in Marseille die verloren werd van de latere Braziliaanse wereldkampioenen Emanuel Rego en José Loiola. In de wedstrijd om het brons waren de aftredend wereldkampioenen Rogério Ferreira en Guilherme Marques vervolgens te sterk. Díez en Bosma behaalden verder een derde (Berlijn) en twee vijfde plaatsen (Lignano en Oostende). Bij de EK in Palma won het tweetal daarnaast de zilveren medaille achter de Zwitserse broers Martin en Paul Laciga.
In 2000 namen ze deel aan twaalf toernooien in de World Tour met een zevende (Oostende) en negende plaats (Klagenfurt) als beste resultaat. Bij de Olympische Spelen in Sydney eindigden Bosma en Díez als vijfde, nadat ze in de kwartfinale werden uitgeschakeld door de Duitsers Jörg Ahmann en Axel Hager. In Getxo verloren ze bij de EK in de derde ronde van de broers Laciga en in de herkansing van het Noorse duo Jan Kvalheim en Bjørn Maaseide. Daarnaast speelde Díez twee internationale wedstrijden met Manuel Carrasco. Het jaar daarop vormde hij een team met Agustin Correa. Het tweetal nam deel aan tien reguliere FIVB-toernooien met twee negende plaatsen als best resultaat (Espinho en Oostende). Bij de WK in Klagenfurt bereikten ze de zestiende finale die verloren werd van de Russen Pavel Zaitsev en Dmitri Karasev. Bij de EK in Jesolo werd het duo in de herkansing uitgeschakeld door Kaarel en Kristjan Kais uit Estland. In 2002 partnerde Diéz met Juan Garcia-Thompson. In Bazel eindigden ze bij de EK als negende nadat ze in de derde ronde verloren hadden van de Zwitsers Patrick Heuscher en Stefan Kobel en in de derde herkansingsronde van de Oostenrijkers Peter Gartmayer en Robert Nowotny. In de World Tour waren ze actief op negen toernooien en in Fortaleza speelde Díez zijn laatste internationale wedstrijd.

## Palmares
Kampioenschappen
- 1994:  NK
- 1996:  NK
- 1999: 4e WK
- 1999:  EK
- 2000: 5e OS

FIVB World Tour
- 1998:  Toronto Open
- 1999:  Berlijn Open